# Cuphea arenarioides
Cuphea arenarioides är en fackelblomsväxtart som beskrevs av St.-hil.. Cuphea arenarioides ingår i släktet blossblommor, och familjen fackelblomsväxter. Inga underarter finns listade i Catalogue of Life.